# Vaccinium monteverdense
Vaccinium monteverdense là một loài thực vật có hoa trong họ Thạch nam. Loài này được Wilbur & Luteyn mô tả khoa học đầu tiên năm 2001.